# 나의 이름
"나의 이름"은 2020년 10월 14일에 개봉한 대한민국의 영화이다.

## 줄거리
유명화가와 무명화가의 로맨스 이야기.

## 캐스팅
- 전소민 : 서리애 역
- 최정원 : 모철우 역
- 김정균 : 리애 삼촌 역
- 김동주 : 리애 모 역
- 조소진 : 도이드 역
- 김민기 : 주혁 역
- 정상현 : 이강 역
- 김양균 : 로이 역
- 편한샘 : 한샘 역
- 박하영 : 어린 리애 역
- 권미르 : 선우 역
- 정연심 : 선우 모 역
- 서정록 : 경찰 1 역
- 이유선 : 경찰 2 역
- 신희국 : 비서 역
- 조태룡 : 병원장 역 (특별출연)
- 문혜원 : 아지트 가수 역 (특별출연)
- 김수민 : 잡지사 기자 역 (특별출연)
- 강형구 : 노인 철우 역 (특별출연)

## 같이 보기
- 2020년 대한민국의 영화 목록